# Kommandant der Seeverteidigung U
Der Kommandant der Seeverteidigung U, kurz Seekommandant U, war ein regionaler Küstenbefehlshaber der deutschen Kriegsmarine im Zweiten Weltkrieg.
Der Seekommandant U wurde später Seekommandant Krim.

## Geschichte
Der Seekommandant U wurde im Juni 1941 bei Wesermünde (Bederkesa) aufgestellt und der Deutschen Marine-Mission Rumänien unterstellt.
Der Seekommandant U wurde anfangs in der Ukraine bei Nikolajew eingesetzt, sein Befehlsbereich umfasste zunächst die Ukraine und die Krim. Bis Januar 1942 und ab Dezember 1942 unterstanden die Häfen Rostow und Jeisk dem Seekommandanten U. 1942 war der Seekommandant U als Kommandant der Seeverteidigung Kaspisches Meer vorgesehen. Eine Umgliederung erfolgte aber nicht.
Im Januar 1942 in den Kommandant der Seeverteidigung Krim umbenannt und der Befehlsbereich auf die Krim beschränkt. Die Ukraine übernahm der Kommandant der Seeverteidigung V. Die Unterstellung des Seekommandant Krim wechselte zum Admiral Schwarzes Meer. Anfangs in Simferopol, dann in Jalta, Feodosia, wieder in Jalta, Simferopol und ab April 1944 in Sewastopol.
Von Januar bis Mai 1943 wurde die Dienststelle kurz als Seekommandant Krim-Ukraine bezeichnet, da im Dezember 1942 das Gebiet des Kommandant der Seeverteidigung Ukraine zur Dienststelle hinzukam. Im Mai 1943 kam das ukrainische Gebiet unter die Verantwortung des Kommandant der Seeverteidigung X. Ab dem 9. Oktober 1943 existierte ein Kommandant der Seeverteidigung Ostkrim, welcher ab Februar 1944 neuer Kommandant der Seeverteidigung Ukraine wurde.
Mit dem Fall von Sewastopol am 12. Mai 1944 wurde die Dienststelle aufgelöst.

## Unterstellte Dienststellen und Verbände
Dem Seekommandanten waren folgende Verbände und Dienststellen unterstellt:
- Marine-Artillerie-Abteilung 601
- Marine-Artillerie-Abteilung 602
- Marine-Artillerie-Abteilung 613
- Marine-Artillerie-Abteilung 614
- 19. Marine-Kraftfahr-Abteilung, im April 1943 aufgestellt
- 33. Marine-Bordflak-Abteilung, im September 1943 aufgestellt

Bereich Ukraine, von der Aufstellung im Juni 1941 bis Dezember 1941 und erneut von Januar 1943 bis Mai 1943:
- Hafenkommandant Odessa mit Hafenkompanie
- Hafenkommandant Otschakow mit Hafenkompanie
- Hafenkommandant Mariupol mit Hafenkompanie, im Dezember 1942 aufgestellt und im Juli 1943 aufgelöst
- Hafenkommandant Nikolajew mit Hafenkompanie, im Februar 1943 aufgestellt und im April 1944 aufgelöst

Bereich Krim:
- Hafenkommandant Kertsch mit Hafenkompanie, im November 1941 aufgestellt, von Dezember 1941 bis Mai 1942 war Kertsch in sowjetischen Händen, im April 1944 aufgelöst
- Hafenkommandant Sewastopol mit Hafenkompanie, im Juli 1942 aufgestellt
- Hafenkommandant Jalta mit Hafenkompanie, im Februar 1943 aufgestellt und im April 1943 aufgelöst

## Seekommandanten
- Konteradmiral Ernst Schumacher: von der Aufstellung bis September 1941
- Kapitän zur See Herwarth Schmidt: von September 1941 bis Oktober 1941 in Vertretung
- Konteradmiral Hans-Hermann von Schweinitz: von Oktober 1941 bis März 1943
- Konteradmiral Fritz Lamprecht: von September 1942 bis November 1942 in Vertretung
- Konteradmiral Otto Schulz: von März 1943 bis zur Auflösung